# Quasi Edições
As Quasi Edições foi uma editora portuguesa, fundada em 1999 pelo escritor Jorge Reis-Sá. Com a criação no ano seguinte da empresa Do Impensável - Projecto de Atitudes Culturais, Lda., por este e pelo também escritor Valter Hugo Mãe, onde foi incorporada, passou a ser gerida por ambos até Dezembro de 2004, altura em que o segundo alienou a sua participação na mesma empresa. Desde então até Outubro de 2009, foi novamente Jorge Reis-Sá o único editor. Nessa data cessou, com o encerramento da empresa, a sua actividade editorial. Tinha sede em Vila Nova de Famalicão.
Com a publicação de alguns nomes sonantes do panorama literário português, em especial no domínio da literatura, a editora era reconhecida pela qualidade das obras e por um grafismo extremamente cuidado.
Com mais de 400 títulos publicados nos 10 anos de actividades, focava-se essencialmente na edição de autores portugueses. Desde os seus editores Jorge Reis-Sá, Valter Hugo Mãe até Francisco José Viegas, José Luís Peixoto, Adolfo Luxúria Canibal, Nuno Rocha Morais, José Miguel Júdice, Maria Filomena Mónica, Eduardo Pitta (que também dirigia as obras completas de  António Botto,de que só foram publicados os dois primeiros volumes), Eugénio de Andrade, Daniel Faria, Ana Hatherly, Fernando Guimarães, Natércia Freire, Sebastião Alba ou Albano Martins. Tinha também especial atenção para a literatura brasileira, de que publicou Caetano Veloso, Adriana Calcanhotto, Manoel de Barros, Eucanaã Ferraz, Antonio Cicero, Vinicius de Moraes, Ana Cristina César, Gilberto Gil, Arnaldo Antunes, Ferreira Gullar, Murilo Mendes entre tantos outros.
Na sua lista de autores constam ainda os estrangeiros Pedro Almodóvar, Anton Tchekov, Cesare Pavese, Michel Houllebecq e tantos mais.